# Samantha
Samantha ist ein weiblicher Vorname.

## Herkunft und Bedeutung des Namens
Samantha (in einigen Sprachen auch Samanta) wurde aus dem Englischen übernommen, wo er zuerst im 17. Jahrhundert belegt ist. Der Ursprung des Namens ist unbekannt; womöglich ist er aramäischen Ursprungs: syrisch šemʿanta (dt. „Zuhörerin“ oder „Gehorchende“) ist wurzelverwandt mit Sim(e)on.

## Namensträgerinnen

### Samantha
- Samantha Abernathy (* 1991), US-amerikanische Pokerspielerin
- Samantha Barks (* 1990), britische Musicaldarstellerin und Schauspielerin
- Samantha Beckinsale (* 1966), britische Schauspielerin
- Samantha Bee (* 1969), kanadisch-US-amerikanische Komikerin, Kommentatorin, Autorin, Moderatorin und Schauspielerin
- Samantha Bloom (* 1975), britische Film- und Theaterschauspielerin
- Samantha Bond (* 1961), britische Schauspielerin
- Samantha Boscarino (* 1994), US-amerikanische Schauspielerin
- Samantha Cristoforetti (* 1977), italienische Astronautin der ESA
- Samantha Eggar (* 1939), britische Schauspielerin
- Samantha Ferris (* 1968), kanadische Schauspielerin
- Samantha Fish (* 1989), US-amerikanische Bluesgitarristin und Sängerin
- Samantha Fox (* 1966), britisches Fotomodell und Popsängerin
- Samantha Geimer (* 1963), US-amerikanische Autorin und Darstellerin in Filmdokumentationen
- Samantha Harris (* 1990), australisches Model
- Samantha Harvey (* 1975), englische Schriftstellerin
- Samantha Jones (* 1943), britische Sängerin
- Samantha Logan (* 1996), US-amerikanische Schauspielerin
- Samantha Macuga (* 2001), US-amerikanische Skispringerin
- Samantha Mathis (* 1970), US-amerikanische Schauspielerin
- Samantha Morton (* 1977), britische Schauspielerin
- Samantha Mumba (* 1983), irische Popsängerin und Schauspielerin
- Samantha Phillips (Autorin), britische Autorin
- Samantha Phillips (Schauspielerin) (* 1966), US-amerikanische Schauspielerin, Moderatorin und Model
- Samantha Quan (* 1975), kanadische Filmschauspielerin und Filmproduzentin
- Samantha Riley (* 1972), australische Brustschwimmerin
- Samantha Henry-Robinson (* 1988), jamaikanische Leichtathletin
- Samantha Robinson (Schauspielerin, 1991) (* 1991), US-amerikanische Schauspielerin
- Samantha Judith Ronson (* 1977), britische DJ und Singer-Songwriterin
- Samantha Sang (* 1951), australische Pop-Sängerin
- Samantha Shannon (* 1991), britische Schriftstellerin
- Samantha Sloyan (* 1979), US-amerikanische Schauspielerin
- Samantha Smith (* 1969), US-amerikanische Schauspielerin
- Samantha Smith (Schauspielerin, 1972) (1972–1985), US-amerikanische Schauspielerin und Friedensaktivistin
- Samantha Spiro (* 1968), britische Schauspielerin
- Samantha Steuerwald (* 1998), deutsche Fußballspielerin
- Samantha Stosur (* 1984), australische Tennisspielerin
- Samantha Viana (* 1982), deutsche Schauspielerin
- Samantha Weinstein (1995–2023), kanadische Schauspielerin und Synchronsprecherin
- Samantha Win (* 1991), kanadische Kampfsportlerin, Stuntfrau und Schauspielerin
- Samantha Womack (* 1972), britische Schauspielerin. Sängerin und Musicaldarstellerin

### Samanta
- Samanta Brizuela (* 1989), argentinische Handballspielerin
- Samanta Hinz (* 1992), deutsche Tänzerin und Schauspielerin
- Samanta Schweblin (* 1978), argentinische Schriftstellerin
- Samanta Stiefel (* 1990), Schweizer Unihockeyspielerin
- Samanta Tīna (* 1989), lettische Sängerin
- Samanta Villar (* 1975), spanische Journalistin

## Familienname
- Shakti Samanta (1926–2009), indischer Filmregisseur und -produzent